# Mstislav Vladimirovič Farmakovski
Mstislav Vladimirovič Farmakovski (1873. – 1946.) (rus. Мстислав Владимирович Фармаковский), bio je ruski arheolog, slikar, likovni kritičar te stručnjak za konzervaciju i restauraciju umjetnina. 
Godine 1947. posmrtno je u Moskvi objavljena njegova knjiga Konservacija i restavracija muzeinih kollekcij. Značajan i za Hrvatsku jer je spomenuta knjiga već 1949. godine prevedena na hrvatski jezik, te je sve do pojave od Muzejskog dokumentacijskog centra u Zagrebu 1974. godine izdanog priručnika Konzervacija i restauracija muzejskih predmeta ovo bilo jedino u Hrvatskoj objavljeno djelo posvećeno ovoj problematici. Za konzervaciju metala značajan i po svom redaktorskom radu na knjizi Očerki po metodike tehnologičeskog issledovanija restavracii i konservacii drevnih metaličeskih izdelij, objavljenoj 1935. godine u Moskvi, u biti prvoj knjizi u svijetu koja je u cijelosti bila posvećena konzervaciji metala. Knjiga spominje mogućnost korištenja pjeskarenja za čišćenje arheoloških željeznih predmeta, zalaže se za zamjenu nitro i acetil celuloznih lakova smolnim lakovima, te preporuča korištenje rendgenskih snimaka kao standardni postupak pri radu na arheološkom materijalu. Značajna je i njegova knjiga o konzervaciji akvarela, također izdana posmrtno 1950. godine.

## Vanjske poveznice
- Konservacija i restavracija muzeinih kolekcij, Moskva, 1947.  Arhivirana inačica izvorne stranice od 14. srpnja 2014. (Wayback Machine)
- Akvarel - tehnika, restavracija, konservacija, Lenjingrad, 1950.  Arhivirana inačica izvorne stranice od 22. rujna 2014. (Wayback Machine)